# Castelnuovo di Val di Cecina
Castelnuovo di Val di Cecina es una localidad italiana de la provincia de Pisa, región de Toscana, con 2.360 habitantes.

Ubicación de la ciudad de Castelnuovo di Val di Cecina dentro de la provincia de Pisa.

## Evolución demográfica
| Gráfica de evolución demográfica de Castelnuovo di Val di Cecina entre 1861 y 2001 |
|                                                                                    |
| Fuente ISTAT - Elaboración gráfica por parte de Wikipedia                          |